# Xã Anthony, Quận Lycoming, Pennsylvania
Xã Anthony (tiếng Anh: Anthony Township) là một xã thuộc quận Lycoming, tiểu bang Pennsylvania, Hoa Kỳ. Năm 2010, dân số của xã này là 865 người.